# Puy de Fou
Puy du Fou er en historisk forlystelsespark i Les Epesses (mellem Cholet og La Roche-sur-Yon) i hjertet af Vendée i Vestfrankrig: parken har mere end 2 millioner besøgende hvert år, hvilket gør den til den næstmest populære forlystelsespark efter Disneyland Paris.

## Historie
Puy du Fou blev grundlagt i 1977, da Philippe de Villiers, der på dette tidspunkt var en 27-årig studerende, besluttede at lave et nyt show kaldet "Cinéscénie".
Den 13. juni 1977 opdagede han ruinerne af en gamle renæssanceborg i landsbyen Les Epesses nær Cholet, og skrev en historie om en lokal familie kaldet Maupillier (der var navnet på en virkelig soldat fra Vendée i konflikten mellem Vendée og den franske republik under revolutionskrigene), der gik fra 1300-tallet til anden verdenskrig.
de Villiers oprettede en forening med 500 medlemmer kaldet "l'Association du Puy du Fou", der i dag har over 3.000 medlemmer og ledes af hans søn Nicolas de Villiers.
Den første opførsel af Cinéscénie i juni 1978 havde tiltrak ikke et større publikum, men dette ændrede sig efter første sæson, og showet voksede til at blive en stor attraktion. Parken har siden udviklet "Académies Junior", der årligt arrangerer store shows som fx Paris Paname i parkens "Halle Renaissance" i 2008.
Grand Park ved Puy du Fou åbnede nær Cinéscénie i 1989, og det er i dag en af de mest populære forlystelsesparker i Frankrig, kun overgået af Disneyland Paris i antallet af besøgende.
I 2011 blev holdpræsentationerne inden årets Tour de France afholdt i Grand Parc ved Puy du Fou, og åbningsetapen foregik i Vendée.

## Cinéscénie
Hovedshowet består om aftenen på en enorm udendørs scene der ligger bag borgruinen. Den fortæller de seneste 700 års historie i området. Cinéscénie har den største scene i verden, der benytter 1.200 skuespillere, hundredvis af heste og 800 stykker fyrværkeri ved hver forestilling. Alle replikker er på fransk, men der findes headsets med oversættelser til fem sprog. Alle skuespillere og statister kommer fra lokalområdet og arbejder som frivillige. Showet bliver gennemført på udvalgte dage i højsæsonen, og billetterne købes separat fra resten af parken.